# Cofradía de la Expiración (Cádiz)
La Cofradía de la Expiración en Cádiz es una agrupación religiosa católica que realiza una procesión anual a lo largo de la tarde y noche del Viernes Santo, durante el periodo de Semana Santa. Tiene su sede en la ciudad de Cádiz, España, en la Real Parroquia Castrense del Santo Ángel Custodio, en el lado derecho de la nave central.  Fue fundada en el año 1944.
La Agrupación Musical "Polillas" (Cádiz) acompaña al Santísimo Cristo de la Expiración, mientras que la Banda de Música "María Santísima de la Salud" (Barbate, Cádiz) realiza la misma labor con María Santísima de la Victoria.

## Historia
La Cofradía de la Expiración tiene sus orígenes históricos en el culto al Cristo de la Expiración promovido en la Parroquia de San Lorenzo desde 1926 por María Teresa Cruz y Gurri, nacida el año 1889 en Gibara (Cuba). El nombre completo de la Hermandad es: Muy Ilustre, Concepcionista y Verenable Cofradía del Santísimo Cristo de la Expiración y María Santísima de la Victoria Coronada. Fue fundada oficialmente en el año 1944 y en 1955 se reorganizó contando con el patrocinio del Benemérito Cuerpo de la Guardia Civil.

## Imágenes de los titulares
El  Cristo de la Expiración  procede del desaparecido convento de los Padres Descalzos, y fue redescubierto con motivo de la preparación de los actos del II centenario de la consagración de la Parroquia de San Lorenzo. Se supone que esta talla está relacionada con la escuela genovesa, y realizada a mediados del siglo XVIII. Hay sin embargo, quienes la atribuyen al taller de Salzillo o Vergara. La Virgen de la Victoria es obra de Carlos Luis Batús remodelada por Luis González Rey a finales de la década de los ochenta del siglo XX; procesionó por vez primera en el año 1940.

## Túnicas de los penitentes
Para las secciones del Santísimo Cristo: túnica negra, antifaz y cíngulo rojo, capa blanca; para las secciones de la Santísima Virgen, túnica negra y antifaz y cíngulo azul; capa blanca de sarga.